# مایکرولایف
مایکرولایف (انگلیسی: Microlife) شرکت تجهیزات پزشکی تایوانی است، که در سال ۱۹۸۱ تأسیس شد.